# Petru Plăcintă
Petru Plăcintă (n. 1 iunie 1938, Piatra-Neamț, România – d. 6 aprilie 2023) a fost un inginer agronom în zootehnie, antreprenor și politician român. A fost fondatorul român al companiei Agricola Internațional Bacău din anul 1991.

## Biografie
Petru Plăcintă s-a născut la 1 iunie 1938 în orașul Piatra Neamț în familia unui muncitor forestier și a unei mame casnice. A urmat cursurile liceale la Liceul Teoretic „Petru Rareș” pe care l-a absolvit în 1954 și a fost student la Facultatea de zootehnie a Institutului Agronomic Iași până în anul 1961. A fost inginer zootehnist la Direcția Agricolă Neamț și de la vârsta de 25 de ani, din 1964 până în 1989, a fost numit director al Combinatului Avicol Bacău de către Gheorghe N. Ibănescu, care în 1971 era prim-vicepreședinte al Comitetului executiv al Consiliului popular al județului Neamț. A fost trimis la cursuri de specializare în producerea de hibrizi, hibrizi giganți la curcă, dar și hibrizi pentru păsări ouătoare, în Canada (1970), Franța și Anglia (1974 și 1975), Olanda (1976 – 1977), Germania, Italia și Elveția (1978). A fost numit ca subsecretar de stat în Ministerul Agriculturii și Industriei Alimentare de către primul guvern Petre Roman. Din 1991 a fost numit secretar de stat la același minister, funcție prin intermediul căreia a coordonat Departamentul de Industrie Alimentară.
Petru Plăcintă a înființat în 1992 compania Agricola Internațional Bacău al cărui președinte a fost până în anul 1997. Succesorul său a fost Gheorghe Antochi până în 2008 și apoi Grigore Horoi din 2009. În 1997, a decis să renunțe la funcția de la Agricola și să deschidă o companie româno - franco - elvețiană „Alimenta” Bacău. În 1991 a înființat firma Cybernet Autocenter al cărui președinte a fost până în 2023, anul decesului.  Cybernet Autocenter deține reprezentanțele auto din România care se ocupă de mărcile Volkswagen si Audi. Petru Plăcintă deține 25 de brevete de inovații privind perfecționarea echipamentelor folosite în creșterea industrială a păsărilor, produse noi în industria alimentară și îmbunătățirea tehnologiilor în domeniul construcțiilor avicole. Pentru invenția „Sistem de incubație în mediu protejat” a fost distins cu premiul II pe economie.
A avut o relație strânsă cu Angelo Miculescu, fost ministru al Agriculturii, pe care l-a văzut ca fiind cel mai bun ministru al agriculturii din România. Acesta i-a mărturisit că „... Petre, dacă reușim, reușim amândoi, dacă vom cădea, cădem amândoi, pentru că avem responsabilitatea afectării unor asemenea fonduri financiare pentru importuri și, apoi, pentru investiții, pentru crearea de ferme și dezvoltarea sectorului industrial, ca să nu mai vorbesc de echipamente, de abatoare, de stații de incubație etc.”
Petru Plăcintă a realizat la Avicola Bacău o intreprindere modernă care s-a bazat pe specializarea tinerilor pe care i-a racolat personal de pe băncile facultăților astfel, peste 80% dintre ei s-au pregătit în școli din străinătate. După una din vizitele sale în străinătate, România a devenit a doua țară din lume care deținut linii pure la microplasmele care permiteau creșterea curcilor în spații închise, asta datorită „.... împachetării secretelor în mințile noastre” -- a informațiilor necesare. Ca urmare, la Avicola Bacău s-au produs găini Broiler, găini ouătoare și hibrizi, ea devenind principalul furnizor de linii pure care produceau bunicii păsărilor, părinții și hibrizii de păsări. Compania livra liniile de bunici în toate centrele de producție din România - Cluj, Timișoara sau Brașov, care la rândul lor difuzau părinții, apoi hibrizii.

## Distincții
- Ordinul Muncii clasa a III-a (22 februarie 1971) „pentru rezultatele obținute în îndeplinirea cincinalului 1976–1980, pentru contribuția deosebită adusă la înfăptuirea politicii Partidului Comunist Român de făurire a societății socialiste multilateral dezvoltate în patria noastră, cu prilejul aniversării a 60 de ani de la făurirea Partidului Comunist Român”[7]
- Ordinul „Meritul Agricol” clasa a II-a (7 mai 1981) „pentru rezultatele obținute în îndeplinirea cincinalului 1976–1980, pentru contribuția deosebită adusă la înfăptuirea politicii Partidului Comunist Român de făurire a societății socialiste multilateral dezvoltate în patria noastră, cu prilejul aniversării a 60 de ani de la făurirea Partidului Comunist Român”[8]
- titlul de Erou al Muncii Socialiste (29 aprilie 1983) „pentru contribuția adusă la înfăptuirea politicii partidului și statului de făurire a societății socialiste multilateral dezvoltate în patria noastră și rezultatele deosebite obținute în întrecerea socialistă pentru îndeplinirea și depășirea planului național unic de dezvoltare economico-socială pe anul 1982”[9]